# MAPK9
MAPK9 (англ. Mitogen-activated protein kinase 9) – білок, який кодується однойменним геном, розташованим у людей на короткому плечі 5-ї хромосоми.  Довжина поліпептидного ланцюга білка становить 424 амінокислот, а молекулярна маса — 48 139.
| 10         |  | 20         |  | 30         |  | 40         |  | 50         |
| ---------- |  | ---------- |  | ---------- |  | ---------- |  | ---------- |
| MSDSKCDSQF |  | YSVQVADSTF |  | TVLKRYQQLK |  | PIGSGAQGIV |  | CAAFDTVLGI |
| NVAVKKLSRP |  | FQNQTHAKRA |  | YRELVLLKCV |  | NHKNIISLLN |  | VFTPQKTLEE |
| FQDVYLVMEL |  | MDANLCQVIH |  | MELDHERMSY |  | LLYQMLCGIK |  | HLHSAGIIHR |
| DLKPSNIVVK |  | SDCTLKILDF |  | GLARTACTNF |  | MMTPYVVTRY |  | YRAPEVILGM |
| GYKENVDIWS |  | VGCIMGELVK |  | GCVIFQGTDH |  | IDQWNKVIEQ |  | LGTPSAEFMK |
| KLQPTVRNYV |  | ENRPKYPGIK |  | FEELFPDWIF |  | PSESERDKIK |  | TSQARDLLSK |
| MLVIDPDKRI |  | SVDEALRHPY |  | ITVWYDPAEA |  | EAPPPQIYDA |  | QLEEREHAIE |
| EWKELIYKEV |  | MDWEERSKNG |  | VVKDQPSDAA |  | VSSNATPSQS |  | SSINDISSMS |
| TEQTLASDTD |  | SSLDASTGPL |  | EGCR       |  |            |  |            |

A: Аланін

C: Цистеїн

D: Аспарагінова кислота

E: Глутамінова кислота

F: Фенілаланін

G: Гліцин

H: Гістидин

I: Ізолейцин

K: Лізин

L: Лейцин

M: Метіонін

N: Аспарагін

P: Пролін

Q: Глутамін

R: Аргінін

S: Серин

T: Треонін

V: Валін

W: Триптофан

Кодований геном білок за функціями належить до трансфераз, кіназ, серин/треонінових протеїнкіназ, фосфопротеїнів. 
Задіяний у таких біологічних процесах як біологічні ритми, поліморфізм, альтернативний сплайсинг. 
Білок має сайт для зв'язування з АТФ, нуклеотидами. 
Локалізований у цитоплазмі, ядрі.